# Leeds United FC
A Leeds United egy profi angol labdarúgóklub Leedsben. Az angol labdarúgó-bajnokság másodosztályában, a Championship-ben szerepelt 2020-ig, 16 év után ismét az angol első osztályban, a Premier League-ben szerepeltek három éven át, a 2022–2023-as idény végén való kiesésig.

## Története

### A kezdetek
1904-ben Leeds City FC néven alapítottak futballklubot, amelyet 1919-ben felszámoltak azzal a váddal, hogy illegális kifizetéseket eszközöltek a játékosok irányába az első világháború alatt. Az átformálódó és újraalakuló gárda a Leeds United nevet kapta, így a klubot hivatalosan 1919-ben alapították. Első mezük kék-fehér volt a Huddersfield Town mintájára, ugyanis a Huddersfield elnöke támogatta a Unitedet, valamint szerette volna egyesíteni a két együttest. Ezután 1950-ig sárga-kékben játszottak, majd tiszta fehérre váltottak – a Real Madrid hatására. A sárga és kék színek az idegenbeli szerelésben maradtak meg.
1919 októberében a Midland League-be kaptak meghívást, hogy töltsék be a megszűnt előd helyét. Első mérkőzésükre novemberben már sor is került, méghozzá az Elland Roadon. A 39 460 férőhelyes stadiont használta korábban a Leeds City FC is, a United a Yorkshire Amateurstől kapta vissza. 1920-ban már a másodosztályban vitézkedhettek a Pávák (ez ugyanis a Leeds beceneve, utalva a korábban az Elland Road közelében fekvő „Öreg Páva Pub” nevére), a szakmai munkát Arthur Fairclough, a Barnsley korábbi sikeres edzője felügyelte, akivel meg is szilárdították helyüket ebben a ligában. Igaz, bemutatkozó mérkőzésüket, amely hivatalosan is első bajnokijuknak számít, 1920. augusztus 28-án, a Port Vale ellen 2-0-ra elvesztették. Az élvonalba először 1924-ben kerültek fel, ám évtizedekig ingáztak az első- és második vonal közt. Első nemzetközi hírű játékosuk az 1950-es években bukkant fel a walesi John Charles személyében, akit a Juventus igazolt le – akkoriban rekordot jelentő 65 ezer fontért.

### Don Revie 13 éve
1961-ben a Leeds United vezetőedzője bizonyos Donald "Don" Revie lett. Az új tréner első éve igen nehéz körülmények közt zajlott, kis híján ki is estek az időközben átszerveződött ligarendszer harmadik osztályába. A zseniális szakember hamar megfordította a rossz szériát, feljuttatta csapatát az élvonalba, ahol 1965 és 1974 közt nem végeztek a negyediknél rosszabb pozícióban. 1968/69-ben első bajnoki aranyérmüket ünnepelhették, melyet 1973/74-ben újabb siker követett. Más sorozatokban is jól szerepeltek, 1968-ban Ligakupát, 1972-ben FA-kupát nyertek, megmutathatták magukat a nemzetközi színtéren is: 1968-ban és 1971-ben elhódították a Vásárvárosok kupáját (a mai Európa-liga egyik elődje). Előbbinek magyar vonatkozása is akad: a ’68-as fináléban a Ferencvárost múlta felül az angol együttes. Nem volt azért ez a korszak sem csupa arany, öt alkalommal a bajnokságban, háromszor az FA-kupában, egyszer a VVK-ban, egyszer pedig a Kupagyőztesek Európa-kupájában zártak másodikként.
Kétségkívül Don Revie a korszak legjobb angol csapatát építette fel. Azonban ennek ára volt: Revie Leeds Unitedjét a korszak legdurvább és legsportszerűtlenebb csapatának tartották. Ugyanakkor a játékosai apjukként imádták őt, és feltétel nélkül hittek benne és a módszerében. Pedig nem akárkikről volt szó: például Revie csapatkapitánya az a Billy Bremner volt, akit később a klub történetének legjobb játékosává választottak.

### A BEK-döntőtől a másodosztályig: a '70-es, '80-as évek
Revie 1974-ben az angol szövetségi kapitányi posztért hagyta el a Leedset, de a helyére kinevezett Brian Clough már előzetesen is óriási kockázatnak tűnhetett: ugyan a szakember képességei elvitathatatlanok voltak (megnyerte frissen feljutó Derby Countyval az 1971-72-es bajnoki kiírást a Leeds előtt, majd a BEK-ben az elődöntőig menetelt), de a stílusa gyakorlatilag teljesen ellentétes volt Don Revie-ével, akivel személyes ellentétei is voltak. Ennek az lett az eredménye, hogy az öntörvényű és szigorú edző nem tudta magát és a stílusát elfogadtatni Anglia akkori legjobb csapatával, így a klub történetének egyik legrosszabb rajtját produkálta. Mindössze 44 nappal a munkába állása után Clough-nak mennie kellett.
Clough helyére Jimmy Armfield került, akivel egy kis időre még visszatért a klub régi fényébe: az 1974-1975-ös szezon végén BEK-döntőt játszhatott a gárda – a Franz Beckenbauer-féle szupererős Bayern Münchennel viszont már nem bírtak a kiöregedőben lévő klasszisok.
Armfield és asszisztense, Don Howe újjáépítették a klubot, ami ugyan nem volt bajnokesélyes, de stabilan a középmezőny élén tartotta magát. Azonban a sikerekhez szokott vezetőségnek ez kevés volt, így a helyükre hozta Jock Steint, akinek Clough-hoz hasonlóan 44 nap jutott. Őt Jimmy Adamson követte, de se neki, se az utána következő egykori Revie-játékosnak, Allan Clarke-nak nem sikerült megállítani a zuhanást, és a Leeds kiesett a másodosztályba.
Clarke-ot egykori csapattársa, Eddie Gray követte, aki pénz híján fiatalítani akart. Azonban az eredmények még mindig nem jöttek, így a tulajdonosok 1985-ben őt is menesztették. Utódja egy másik Revie-sztár, a legendás csapat kapitánya, Billy Bremner lett, aki jobb híján a Gray által megkezdett úton ment előre. Úgy néz ki, hogy neki sikerül: 1987-ben végre bejutottak a playoff-ba, de ott elbukták a döntőt a Charlton Athletic ellen. Az FA kupában egészen az elődöntőig meneteltek, de ott meg a Coventry City győzte le őket. Ráadásul a nagy terhelés kimerítette a fiatal csapatot, így az 1988/1989-es szezon elején minden eddiginél pocsékabb kezdést produkáltak.

### Howard Wilkinson és a '90-es évek
1988 októberében menesztették az egykori skót legendát, Billy Bremnert a menedzseri posztról, és Howard Wilkinson került a másodosztály 21. helyén tanyázó csapat kispadjára. Súlyos örökséget kellett átvennie – és ha nem lett volna így is gyászos a helyzet, még egy legendát is elveszítettek: Don Revie 1989. május 26-án halt meg, hosszas betegség után. Ezek után nem is lehetett volna más a Leeds célja, mint méltóképpen megemlékezni a klub történetének legnagyobb edzőjéről.
Célját hamarosan elérte, 1990-ben ismét a legjobbak közé került a Leeds. 1991-ben negyedikek lettek az élvonalban, egy évvel később történetük harmadik, egyben eddigi utolsó bajnoki aranyát nyerték olyan játékosokkal, mint a szezon végén a fő rivális Manchester Unitedhez igazoló Éric Cantona, Ian Rush, Gary Speed vagy Gordon Strachan. 1992/93-ban tiszteletüket tehették az első kiírását futó Bajnokok Ligájában, ám hazai pontvadászatukban – az újjászerveződő Premier League-ben – épphogy bennmaradtak. 1996-ban Ligakupa-döntőt buktak, aztán egy-két évre újra beleszürkültek a mezőnybe.
Ahogy az új sikerkorszak kezdetét, úgy a végét is egy tragédia árnyékolta be: Billy Bremner, aki nem is olyan régen még a csapat menedzsere volt, 1997. december 7-én, mindössze 2 nappal az 55. születésnapja előtt szívrohamban meghalt. A csapat sajátos búcsút vett a korábbi kőkemény középpályástól: a december 13-ai, Chelsea elleni idegenbeli meccsen kettős emberhátrányban is kihúzták 0-0-s döntetlennel. Az utcai szurkolók ezt énekelték: "Van 9 férfi és Billy!".
(2006-ban egész véletlenül pont Bremner 64. születésnapjára, december 9-ére sorsolták a Leeds és a Bremner-féle csapat legnagyobb riválisa, a Derby elleni másodosztályú meccset. A csúcsrangadón a szurkolók énekelni kezdtek "az egyetlen Billy Bremner"-ről, mire a legenda arca megjelent a kivetítőn is.)

### A mennytől a pokolig – immár másodszor
1998-ban, George Graham menesztése után David O’Leary lett a klub menedzsere. Ekkor került a fehérmezesekhez többek közt Mark Viduka és Olivier Dacourt. Az UEFA-kupában 2000-ben elődöntőig jutottak. A Galatasaray ellen alulmaradtak ugyan, de nem erről maradt emlékezetes a párharc: a törökországi mérkőzés előtt két brit szurkolót halálra késeltek. Azóta minden évben egyperces néma csenddel emlékeznek rájuk a tragikus dátumhoz legközelebb eső mérkőzéseken. 1999/2000-ben bajnoki harmadik helyükkel kivívták a Bajnokok Ligája-szereplés lehetőségét, és 2001-ben az elődöntőig meneteltek, ahol a spanyol Valencia állította meg őket. A Leedsnek ekkoriban a fentebb említett kettősön kívül még olyan játékosai voltak, mint két angol válogatott kapus, Paul Robinson és Nigel Martyn; a kiváló képességű, de sérülékeny középhátvéd, Jonathan Woodgate; a csapatkapitány Lucas Radebe; Rio Ferdinand, az angol védőfejedelem; a kiváló középpályás Lee Bowyer; a későbbi BL-győztes Harry Kewell; a liverpooli "Isten", Robbie Fowler; illetve Dominic Matteo, Seth Johnson, és ekkoriban lett az első csapat tagja az akkor még csak 18 éves James Milner.
O'Leary csapata minden kétséget kizáróan félelmetes játékerőt képviselt. De a kártyavár összeomlott.
Ugyanis a Leeds United klubcsúcsot jelentő 18 millió fontot fizetett a West Hamnek Rio Ferdinandért, de nem ez volt az egyetlen komoly igazolás a 2000-es évek elején: Robbie Fowler és Seth Johnson is nagy összegért, és komoly fizetésért írt alá. Az árak és a fizetések meredek emelkedése viszont komoly megterhelést jelentettek a klubkasszának.
Ráadásul a Valencia elleni, 2001-es BL-elődöntő után megfordult a szerencséjük. A financiális problémák első jele Rio Ferdinand eladása volt – 30 millió fontot kaptak érte a fő rivális Manchester Unitedtől.
Az üzlet enyhén szólva sem nyerte el a sikerkovács O’Leary tetszését, de a tulajdonosoknak ekkor már a pénzügyi válság kezelése volt a prioritás, így megváltak tőle a vezetők, és a helyére Terry Venablest ültették.
Tovább folytatódott a kiárusítás: először elment Robbie Keane (2002, Tottenham Hotspur FC), majd 2003-ban jött az első nagy eligazolási hullám: Jonathan Woodgate (Newcastle United FC), Lee Bowyer (West Ham United FC), Nigel Martyn (Everton FC), Robbie Fowler (Manchester City FC), és a saját nevelésű Harry Kewell (Liverpool), majd a pocsék 2003/2004-es szezon végén követte őket Mark Viduka (Middlesbrough), Paul Robinson (Tottenham), Alan Smith (Manchester United FC) és James Milner (Newcastle) is. A klub egyre rosszabb anyagi helyzetét mutatta, hogy a nagyszerű futballistákat jóval áron alul kótyavetyélték el.
Ennyi klasszis távozását nincs az a klub, amelyik elbírná. A Leeds sem bírta el: a már említett 2003/2004-es szezon végén a 3 évvel azelőtt BL-elődöntős csapat újra kiesett a Championshipbe, azaz az angol másodosztályba.
2004-ben Ken Bates vette meg a Leeds Unitedet 10 millió fontért. Volt neki miből, hiszen az orosz Roman Abramovics 2003-ban tőle vette meg a Chelsea FC-t, amit aztán fontmilliókkal lendített fel. Ugyanakkor, a Chelsea-ért kapott 100 millió font a saját adósságai miatt csak átmenetileg bizonyult elégnek.
Az új tulaj és Kevin Blackwell menedzser pedig néhány új igazolással stabilizálta a gárdát, amely így a Championship középmezőnyében végzett. Az idény végeztével kulcsembereik közül Lucas Radebe visszavonult, a fiatal Aaron Lennon a Tottenhamhez igazolt. 2006-ban ennek ellenére is elérték a felsőházi rájátszást, és bár a szezon végére visszaestek, a rájátszás elődöntőjében magabiztosan verték a Prestont. Sokan úgy vélték, hogy a feljutás is sikerül nekik, a döntőben azonban kikaptak a Watfordtól.
Egy évvel később ennyire sem futotta, kiestek a másodosztályból – ez pedig azt eredményezte, hogy a klub története során először szerepelhetett a harmadik ligában (leszámítva a megalakulás utáni rövid portyát a Midland Leauge-ben – de az még más rendszer volt, nem nevezhető harmadik vonalnak).

### 2007-2012
2007 júliusában a teljes irányítás Ken Bates kezébe került, Dennis Wise vezetőedzővel pedig a csapat mínusz 15 pontról indulva is jól szerepelt (a pontlevonás oka az volt, hogy a csapat tulajdonosi helyzete még tárgyalás alatt állt a bajnokság kezdetekor, ezért majdnem ki is zárták őket). A szezon felénél Dennis Wise elhagyta a Leeds gárdáját a Newcastle kedvéért, helyét a klub korábbi játékosa, Gary McAllister vette át, aki a rájátszásig kormányozta a Pávákat. A döntőben elvéreztek, a 2008/09-es szezonban pedig gyengén kezdtek, ami újabb edzőváltáshoz vezetett. 2009-ben újra közel kerültek a feljutáshoz, bár ezúttal a rájátszási elődöntő jelentett végállomást. 2009/10-ben aztán Simon Grayson vezetésével végre sikerült kiharcolniuk a másodosztálybeli tagságot, ráadásul 2010 januárjában Jermaine Beckford góljával az Old Traffordon búcsúztatták az FA-kupától a fő riválist, a Manchester Unitedet. Üröm az örömben, hogy Beckford az élvonalbeli Everton labdarúgó-csapatához igazolt.
A Leeds a másodosztályban viszont csak a középcsapat szinten tengődik, ami különösen bosszantó lehet annak tükrében, hogy először a Norwich (2010/2011), majd a Southampton (2011/2012) csapata is képes volt másodosztályos újoncként feljutni a Premier Ligába.
A 2011-es év szörnyű hírrel zárult a klub számára: az egykori Leeds-legenda (1988 és 1996 között 248 meccsen 39 gól a védekező középpályástól), a klub történetének 23. legjobb játékosa, a korábbi közkedvelt középpályás, a walesi válogatott egykori csapatkapitánya és (visszavonulása után) szövetségi kapitánya, Gary Speed máig ismeretlen okokból 2011. november 27-én felakasztotta magát. Az eset megrázta a Unitedet és az egész labdarúgást.
2012 decemberében érkezett a hír: a United is csatlakozik az újgazdag klubok sorába, mivel a GFH Capital nevű dubaji cég (pár hónapos átmeneti időszak után) a Leeds kizárólagos tulajdonosává válik. Mivel a Leeds a másodosztály középmezőnyének elején található, és a Unitedé a másodosztály egyik legjobb infrastruktúrája, Anglia legdinamikusabban fejlődő vidékén, ráadásul a klub vezetőedzője az a Neil Warnock, aki előző klubját (Queens Park Rangers) az élvonalba vitte, így a Leeds rajongóinak minden okuk megvan a reménykedésre

## Rekordok, érdekességek
Első meccs: 1920. augusztus 28., Leeds United 0-2 Port Vale
Rekord győzelem a bajnokságban: 1934. április 7., Leeds United 8-0 Leicester City
Rekord győzelem nemzetközi kupában: 1969. szeptember 17., Leeds United 10-0 Lyn Oslo (első forduló)
Rekord vereség a bajnokságban: 1934. augusztus 27., Stoke City 8-1 Leeds United
Rekord nézőszám: 1967. március 15., Leeds United – Sunderland, 57.892 néző (FA kupa, 5. forduló)
Legtöbb gól egy meccsen: 1938. október 1., Division One, Gordon Hodgson 5 gól (a Leicester City ellen)
Legdrágább játékos: Rio Ferdinand, 18 millió £-ért érkezett a West Ham Unitedtől 2000-ben.

## Mezek és a címer
A Leeds első 15 évében a mez – a Huddersfield Townhoz hasonlóan – kék és fehér csíkos volt, hozzá fehér nadrág, és sötétkék zokni, mivel a Huddersfield elnöke, Hilton Crowther megpróbálta a két klubot egyesíteni. Végül elhagyta a csapatát, hogy csatlakozzon a Leeds-hez.
1934-ben a csapat átváltott félig kék, félig sárga mezre. A nadrág fehér maradt, de a zoknik világoskékek lettek. Ebben az összeállításban először 1934. szeptember 22-én játszottak.

## Mezgyártók és szponzorok
| Év        | Gyártó  | Mezszonpzor          | Másodlagos szponzor | Harmadlagos szponzor |
| --------- | ------- | -------------------- | ------------------- | -------------------- |
| 1972–1973 | Umbro   | nincs                | nincs               | nincs                |
| 1973–1981 | Admiral | nincs                | nincs               | nincs                |
| 1981–1983 | Umbro   | RFW                  | nincs               | nincs                |
| 1983–1984 | Umbro   | Systime              | nincs               | nincs                |
| 1984–1985 | Umbro   | WKG                  | nincs               | nincs                |
| 1985–1986 | Umbro   | Lion Cabinets        | nincs               | nincs                |
| 1986–1989 | Umbro   | Burton               | nincs               | nincs                |
| 1989–1991 | Umbro   | Topman               | nincs               | nincs                |
| 1991–1992 | Umbro   | Evening Post         | nincs               | nincs                |
| 1992–1993 | Admiral | Admiral              | nincs               | nincs                |
| 1993–1996 | ASICS   | Thistle Hotels       | nincs               | nincs                |
| 1996–2000 | Puma    | Packard Bell         | nincs               | nincs                |
| 2000–2003 | Nike    | Strongbow            | nincs               | nincs                |
| 2003–2004 | Nike    | Whyte & Mackay       | nincs               | nincs                |
| 2004–2005 | Diadora | Whyte & Mackay       | Rhodar              | nincs                |
| 2005–2006 | Admiral | Whyte & Mackay       | Rhodar              | nincs                |
| 2006–2007 | Admiral | Bet 24               | Empire Direct       | nincs                |
| 2007–2008 | Admiral | Red Kite             | OHS                 | nincs                |
| 2008–2011 | Macron  | NetFlights.com       | OHS                 | nincs                |
| 2011–2014 | Macron  | Enterprise Insurance | OHS                 | nincs                |
| 2014–2015 | Macron  | Enterprise Insurance | Help-Link           | nincs                |
| 2015–2016 | Kappa   | nincs                | Help-Link           | nincs                |
| 2016–17   | Kappa   | 32Red                | Clipper Logistics   | Greenpeace           |
| 2017–     | Kappa   | 32Red                | Clipper Logistics   | Utilita              |

## Stadion és szurkolók

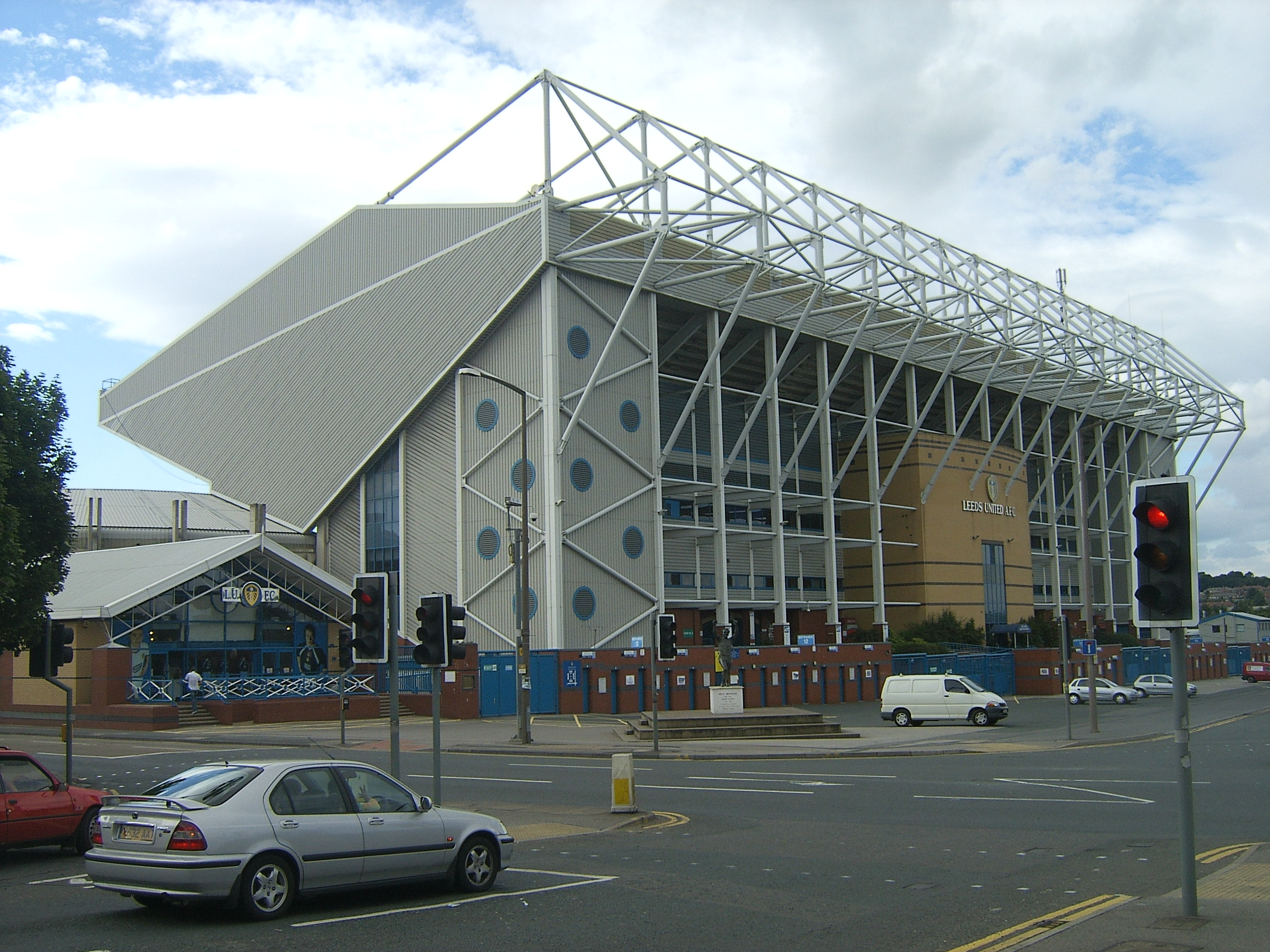
Az Elland Road kívülről

A csapat stadionja az Elland Road, melynek befogadóképessége 39.460 fő. Ez jelenleg a 11. legnagyobb stadion Angliában.
A stadion eleinte a Holbeck Rugby Club otthona volt, akik az északi rögbiligában játszottak.

## Sikerei

### Bajnokság
- 3-szoros bajnok: 1968-69, 1973-74, 1991-92
- 3-szoros másodosztályú bajnok: 1923-24, 1963-64, 1989-90

### Kupa
- 1-szeres FA-kupa győztes: 1971-72
- 3-szoros FA-kupa döntős: 1964-64, 1969-70, 1972-73
- 1-szeres Ligakupa győztes: 1967-68
- 1-szeres Ligakupa döntős: 1995-96
- 1-szeres szuperkupa győztes: 1969-70, 1992-93
- 1-szeres szuperkupa döntős: 1974-75

### Nemzetközi
- 1-szeres BEK döntős: 1974-75
- 1-szeres KEK döntős: 1972-73
- 2-szeres VVK győztes: 1967-68, 1970-71

## Játékoskeret
Utolsó módosítás: 2025. január 15.
*A vastaggal jelzett játékosok felnőtt válogatottsággal rendelkeznek.
**A dőlttel jelzett játékosok kölcsönben szerepelnek a klubnál.
| Mezszám                | Név                                                       | Nemzetiség               | Születési hely          | Születési idő (kor)            | Korábbi csapat           | Érték (€)        | Szerződés lejárta |
| Kapusok                | Kapusok                                                   | Kapusok                  | Kapusok                 | Kapusok                        | Kapusok                  | Kapusok          | Kapusok           |
| ---------------------- | --------------------------------------------------------- | ------------------------ | ----------------------- | ------------------------------ | ------------------------ | ---------------- | ----------------- |
| 1                      | Illan Meslier                                             | FRA                      | Lorient                 | 2000. március 2. (25 éves)     | FC Lorient               | 16 000 000       | 2026.06.30.       |
| 21                     | Alex Cairns                                               | ENG                      | Doncaster               | 1993. január 4. (32 éves)      | Salford City FC          | 150 000          | 2026.06.30.       |
| 26                     | Karl Darlow                                               | WAL · ENG                | Northampton             | 1990. október 8. (34 éves)     | Newcastle United FC      | 250 000          | 2026.06.30.       |
| Védők                  |                                                           |                          |                         |                                |                          |                  |                   |
| 2                      | Jayden Bogle                                              | angol                    | Reading                 | 2000. július 27. (24 éves)     | Sheffield United FC      | 5 500 000        | 2028.06.30.       |
| 3                      | Junior Firpo                                              | DOM · SPA                | Santo Domingo de Guzmán | 1996. augusztus 22. (28 éves)  | FC Barcelona             | 6 500 000        | 2025.06.30.       |
| 5                      | Pascal Struijk                                            | NED · belga              | Deurne                  | 1999. augusztus 11. (25 éves)  | Utánpótlásból került fel | 16 000 000       | 2027.06.30.       |
| 6                      | Joe Rodon                                                 | wales                    | Swansea                 | 1997. október 22. (27 éves)    | Stade Rennais            | 10 000 000       | 2028.06.30.       |
| 25                     | Sam Byram                                                 | ENG                      | Thurrock                | 1993. szeptember 16. (31 éves) | Norwich City FC          | 1 000 000        | 2025.06.30.       |
| 33                     | Isaac Schmidt                                             | SUI · NGA                | Lausanne                | 1999. december 7. (25 éves)    | FC St. Gallen            | 2 200 000        | 2028.06.30.       |
| 39                     | Maximilian Wöber                                          | AUT                      | Leeds                   | 1999. október 8. (27 éves)     | Borussia Mönchengladbach | 8 000 000        | 2027.06.30.       |
| Középpályások          |                                                           |                          |                         |                                |                          |                  |                   |
| 4                      | Ethan Ampadu                                              | wales · ENG              | Exeter                  | 2000. szeptember 14. (24 éves) | Spezia Calcio            | 16 000 000       | 2027.06.30.       |
| 7                      | Daniel James                                              | wales · angol            | Beverley                | 1997. november 10. (27 éves)   | Fulhal FC                | 18 000 000       | 2026.06.30.       |
| 8                      | Joe Rothwell (kölcsönben az AFC Bournemouth csapatától)   | ENG                      | Manchester              | 1995. január 11. (30 éves)     | Southampton FC           | 2 000 000        | 2025.05.31.       |
| 11                     | Brenden Aaronson                                          | USA                      | Medford                 | 2000. október 22. (24 éves)    | 1. FC Union Berlin       | 14 000 000       | 2027.06.30.       |
| 14                     | Manor Solomon (kölcsönben a Tottenham Hotspur csapatától) | ISR · POR                | Anglia, ?               | 1999. július 24. (25 éves)     | Tottenham Hotspur FC     | 12 000 000       | 2025.05.31.       |
| 22                     | Tanaka Ao                                                 | JPN                      | Kavaszaki               | 1998. szeptember 10. (26 éves) | Fortuna Düsseldorf       | 8 000 000        | 2028.06.30.       |
| 23                     | Josuha Guilavoqui                                         | FRA · GUI                | Ollioules               | 1990. szeptember 19. (34 éves) | 1. FSV Mainz 05          | 400 000          | 2025.06.30.       |
| 42                     | Sam Chambers                                              | skót · ENG               | Leeds                   | 2007. március 11. (18 éves)    | Utánpótlásból került fel | 1 200 000        | 2026.06.30.       |
| 44                     | Ilija Gruev                                               | bolgár · német           | Szófia                  | 2000. május 6. (24 éves)       | SV Werder Bremen         | 5 000 000        | 2027.06.30.       |
| Támadók                |                                                           |                          |                         |                                |                          |                  |                   |
| 9                      | Patrick Bamford                                           | ENG · ír                 | Grantham                | 1993. szeptember 5. (31 éves)  | Middlesbrough FC         | 3 500 000        | 2026.06.30.       |
| 10                     | Joël Piroe                                                | holland · SUR            | Wijchen                 | 1999. augusztus 2. (25 éves)   | Swansea City AFC         | 16 000 000       | 2027.06.30.       |
| 17                     | Largie Ramazani                                           | belga · Burundi          | Brüsszel                | 2001. február 27. (24 éves)    | UD Almería               | 7 500 000        | 2028.06.30        |
| 19                     | Mateo Joseph                                              | ESP · angol              | Santander               | 2003. október 19. (21 éves)    | Utánpótlásból került fel | 3 500 000        | 2028.06.30.       |
| 29                     | Wilfried Gnonto                                           | olasz · Elefántcsontpart | Verbania                | 2003. november 5. (21 éves)    | FC Zürich                | 18 000 000       | 2028.06.30.       |
| Kölcsönadott játékosok |                                                           |                          |                         |                                |                          |                  |                   |
| Név                    | Poszt                                                     | Nemzetiség               | Születési hely          | Születési idő (kor)            | Kölcsönadva ide          | Érték (€)        | Kölcsön lejárta   |
| Rasmus Kristensen      | védő                                                      | DEN                      | Brande                  | 1997. július 11. (27 éves)     | Eintracht Frankfurt      | 10 000 000       | 2025.06.30.       |
| Charlie Crew           | tamádó                                                    | wales                    | Cardiff                 | 2006. június 15. (18 éves)     | Utánpótlásból került fel | Doncaster Rovers | 2025.06.30        |
| Sam Greenwood          | középpályás                                               | ENG                      | Sunderland              | 2002. január 26. (23 éves)     | Preston North End FC     | 4 500 000        | 2025.05.31.       |
| Darko Gyabi            | középpályás                                               | ENG · Ghána              | London                  | 2004. február 18. (21 éves)    | Plymouth Argyle FC       | 1 800 000        | 2025.05.31.       |
| Joe Gelhardt           | tamádó                                                    | ENG                      | Liverpool               | 2002. május 4. (22 éves)       | Hull City AFC            | 5 000 000        | 2025.06.30.       |
| Jack Harrison          | támadó                                                    | ENG                      | Stoke-on-Trent          | 1996. november 20. (28 éves)   | Everton FC               | 18 000 000       | 2025.06.30.       |
| Sonny Perkins          | támadó                                                    | angol · ír               | London                  | 2004. február 10. (21 éves)    | Leyton Orient FC         | 1 000 000        | 2025.05.31.       |

## A Leeds United 100 legjobb játékosa
| 1. Billy Bremner 2. John Charles 3. Eddie Gray 4. Bobby Collins 5. Allan Clarke 6. Jack Charlton 7. Norman Hunter 8. Paul Reaney 9. Peter Lorimer 10. Mick Jones 11. Johnny Giles 12. Paul Madeley 13. Terry Cooper 14. Gordon Strachan 15. Nigel Martyn 16. Lucas Radebe 17. Albert Johanneson 18. Tony Currie 19. Grenville Hair 20. Joe Jordan 21. Mick Bates 22. Gary McAllister 23. Gary Speed 24. Gary Kelly 25. Jimmy Floyd Hasselbaink |  | 1. Mark Viduka 2. Lee Chapman 3. Gary Sprake 4. Duncan McKenzie 5. Trevor Cherry 6. Alan Smith 7. David Harvey 8. Tony Dorigo 9. David Batty 10. Éric Cantona 11. Mel Sterland 12. Tony Yeboah 13. Jonathan Woodgate 14. Lee Bowyer 15. Mervyn Day 16. Harry Kewell 17. Rio Ferdinand 18. Gordon McQueen 19. Dominic Matteo 20. Michael Bridges 21. Ian Harte 22. Don Revie 23. Brian Greenhoff 24. Chris Fairclough 25. John Lukic |  | 1. Frank Gray 2. Imre Varadi 3. Rod Wallace 4. Paul Robinson 5. Arthur Graham 6. Andy Ritchie 7. Robbie Keane 8. Brian Flynn 9. John Sheridan 10. Vinnie Jones 11. David Wetherall 12. Tom Jennings 13. Charlie Keetley 14. Ian Snodin 15. Kenny Burns 16. Scott Sellars 17. Brian Deane 18. Carl Harris 19. Noel Whelan 20. John Hendrie 21. Danny Mills 22. Russell Wainscoat 23. Carl Shutt 24. Robbie Fowler 25. Neil Aspin |  | 1. Alex Sabella 2. David Rocastle 3. Ernie Hart 4. Tommy Wright 5. Jimmy Dunn 6. Ian Baird 7. Paul Hart 8. Jack Milburn 9. Terry Connor 10. John McClelland 11. Alf-Inge Haaland 12. Chris Kamara 13. Kevin Hird 14. Chris Whyte 15. Frank Worthington 16. Mike O'Grady 17. Willie Bell 18. Brendan Ormsby 19. Bobby Davison 20. David Stewart 21. Ray Hankin 22. Peter Haddock 23. Eric Kerfoot 24. Willis Edwards 25. Tomas Brolin |

## Az év játékosa
| 1. Norman Hunter 2. Peter Lorimer 3. Allan Clarke 4. Mick Jones 5. Gordon McQueen 6. Paul Madeley 7. Gordon McQueen 8. Tony Currie 9. Brian Flynn 10. John Lukic 11. Trevor Cherry 12. Eddie Gray 13. Kenny Burns 14. Tommy Wright 15. Neil Aspin 16. Ian Snodin 17. John Sheridan 18. Peter Haddock 19. Ian Baird |  | 1. Chris Fairclough 2. David Batty 3. Tony Dorigo 4. Gordon Strachan 5. Gary McAllister 6. Brian Deane 7. Tony Yeboah 8. Nigel Martyn 9. Lucas Radebe 10. Lee Bowyer 11. Harry Kewell 12. Lee Bowyer 13. Rio Ferdinand 14. Paul Robinson 15. Alan Smith 16. Neil Sullivan 17. Shaun Derry 18. Eddie Lewis |

## A klub edzői
| - Howard Wilkinson (1988. október 10.–1996. szeptember 10.) | - George Graham (1996. szeptember 10.–1998. október 1.) - David O'Leary (1998. október 1.–2002. június 27.) - Terry Venables (2002. július 8.–2003. március 31.) - Peter Reid (2003. március 21.–2003. november 10.) - Eddie Gray (2003. november 10.–2004. május 31.) - Kevin Blackwell (2004. június 1.–2006. szeptember 20.) - John Carver (2006. szeptember 21.–2006. október 23.) - Dennis Wise (2006. október 24.–2008. január 28.) - Gary McAllister (2008. január 30.–2008. december 22.) - Simon Grayson (2008. december 23.–2012. február 1.) - Neil Warnock (2012. február 18.–2013. április 1.) - Brian McDermott (2013. április 12.–2014. május 30.) - Dave Hockaday (2014. június 19.–2014. augusztus 28.) - Darko Milanič (2014. szeptember 22.–2014. október 25.) - Neil Redfearn (2014. november 1.– 2015. május 19.) - 20150 Uwe Rösler - 2015–16 Steve Evans - 2016–17 Garry Monk - 2017–18 Thomas Christiansen - 2018 Paul Heckingbottom - 2018–a jelen idő Marcelo Bielsa (Current) |

A csapat eddigi edzői

## Ligák
Az alábbi listában évek szerint szerepelnek az angol osztályok, amikben a Leeds szerepelt.
- 1920-24: Angol másodosztály
- 1924-27: Angol elsőosztály
- 1927/28: Másodosztály
- 1928-31: Elsőosztály
- 1931/32: Másodosztály
- 1932-47: Elsőosztály
- 1947-56: Másodosztály
- 1956-60: Elsőosztály
- 1960-64: Másodosztály
- 1964-82: Elsőosztály
- 1982-90: Másodosztály
- 1990-92: Elsőosztály
- 1992-04: Elsőosztály (itt már Premier League)
- 2004-07: Másodosztály (itt már Championship)
- 2007-10: Harmadosztály
- 2010-20: Másodosztály
- 2020-23: Elsőosztály
- 2023-25: Másodosztály
- 2025-: Elsőosztály

## Az ősi rivális
A Manchester United. Ez nem kizárólag a futballpályán megjelenő rivalizálás, hanem történelmi eredetű versengés. Lancashire és Yorkshire megyék, a Lancaster- és a York-ház szembenállására, a „Rózsák háborújára ” vezethető vissza. A 15. században e két uralkodóház vívott háborút a trón megszerzéséért, mely végül a Lancester-házhoz tartozó Tudor Henrik győzelmével ért véget. A Tudorok több mint 100 évig uralkodtak Angliában.

## Külső hivatkozások
- Hivatalos oldal
- Leeds United a BBC.com-on
- footballzz